# Hypoponera aethiopica
Hypoponera aethiopica är en myrart som först beskrevs av Auguste-Henri Forel 1907.  Hypoponera aethiopica ingår i släktet Hypoponera och familjen myror. Inga underarter finns listade i Catalogue of Life.